# Douce France (série télévisée)
Pour les articles homonymes, voir Douce France.
Douce France est une série télévisée française en 42 épisodes de 26 minutes, créée par Pierre Grimblat écrit par Stéphane Barbier et Guy Gingembre, réalisée par Nino Monti et diffusée entre dès le 8 janvier 1989 sur TF1.

## Synopsis
Cette sitcom met en scène la vie pittoresque des habitants d'un village du beaujolais; avec leurs habitudes, leurs rires et leurs plaisirs.

## Distribution
- Henri Guybet : Jeannot Payradon
- Axelle Abbadie : Catherine Valandré
- Rosine Cadoret : Madame Lepetit
- Annick Alane : Amélie
- Maurice Risch : Maurice Laigle
- François Lalande : Le père Crampon

## Épisodes
- 1 - La Maire à boire
- 2 - Le corbeau et le canard
- 3 - Les dessous des sous
- 4 - Autant en emporte la vente
- 5 - Resto branché
- 6 - Des roses rouges pour Mauricette
- 7 - Pas vu pari
- 8 - Le cid qu'on assassine
- 9 - Naguère et paix
- 10 - Cyrano du Beaujolais
- 11 - Démission impossible
- 12 - Vidéo et des bas
- 13 - La horde sauvage
- 14 - L'amnésique adoucit les mœurs
- 15 - Le retour du comte Cornouiller
- 16 - Le gendarme amoureux
- 17 - Suivez le guidon
- 18 - L'habitude ne fait pas le moine
- 19 - Loto satisfaction
- 20 - Tous les gourous sont dans la nature
- 21 - Le serpent perfide et froid
- 22 - L'annonce faite à Marylin
- 23 - L'eau à la bouche
- 24 - Le retour de tante Arlette
- 25 - Pour tout Milord du monde
- 26 - Le mur toujours le mur
- 27 - Café à Maire
- 28 - En avant la musique
- 29 - Mieux vaut star que jamais
- 30 - Mais où est donc Ornicar
- 31 - L'écuyère
- 32 - Solidarnoces
- 33 - Vermine nuit
- 42 - Démission impossible